# Capella de Santa Magdalena (Sant Feliu Sasserra)
La Capella de Santa Magdalena és un edifici del municipi de Sant Feliu Sasserra (Bages) protegida com a bé cultural d'interès local.

## Descripció
La capella d'una sola nau és coberta a doble vessant i amb la façana orientada a ponent. Coronada per un campanar d'espadanya d'època posterior, en ella s'hi obrí un òcul circular i s'organitzà l'entrada rectangular amb grans carreus de pedra i frontó triangular, ornat senzillament; a banda i banda de la porta s'obriren dues finestres. Totes les obertures i els angles cantoners són destacats mitjançant l'ús de pedra, mentre que els murs són arrebossats i emblanquinats.
A tramuntana, prop del presbiteri, hi ha una petita capella-sagristia de planta quadrada.

## Història
Situada dins l'antic terme del castell d'Oristà, al lloc de Sasserra on sorgí la població actual de Sant Feliu Sasserra, no degué passar de capella de la població. L'església apareix esmentada el 1288. L'edifici conservat actualment fou bastit el 1762 segons esmenta la data inscrita a la façana. A l'interior fou decorat amb un seguit de columnes i cornises de guix.

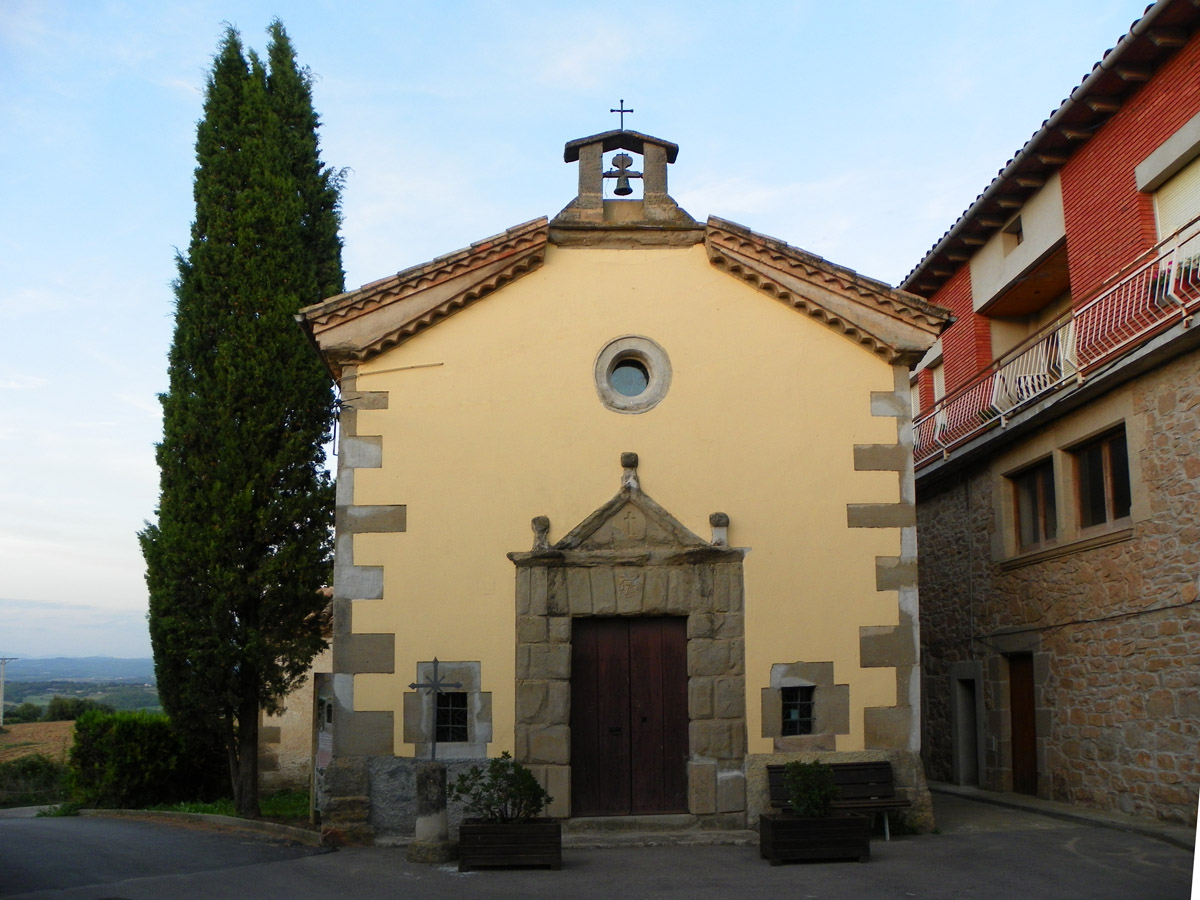
Capella de Santa Magdalena.